# Eugen von Liebig

Familienwappen des freiherrlichen Hauses der Liebigs

Eugen Friedrich Wolfgang Freiherr von Liebig (* 1. Juli 1868 in München; † 19. Juli 1925 in Berlin-Wilmersdorf) war ein deutscher promovierter Jurist und Versicherungsfachmann im Bereich Feuer- und Transportversicherung.

## Leben
Liebig, ein Sohn des Agrarwissenschaftlers Hermann von Liebig und Spross des liebigschen Geschlechts, war ein Regierungsrat und Direktor im Aufsichtsamt für Privatversicherung. Vom Wintersemester 1906/07 bis zum Wintersemester 1921/22 lehrte er Versicherungslehre an der Handelshochschule Berlin.
Sein Großvater war Justus von Liebig, sein Halbbruder Hans von Liebig. Schwäger zweiten Grades waren der Theologe Adolf von Harnack sowie der Politiker Hans Delbrück.

## Schriften
- Die Genossenschaft mit beschränkter Haftpflicht und ihre Behandlung im Konkurse. Univ. Diss., Erlangen 1892.
- Beiträge und Vorschläge zum Problem der Kreditversicherung. Puttkammer & Mühlbrecht, Berlin 1905.
- Das deutsche Feuerversicherungswesen. Guttentag, Berlin 1911.
- Die Transportversicherung. 2 Teile. Teil 1: Die Seeversicherung. Guttentag, Berlin 1914, urn:nbn:de:bvb:12-bsb11022902-7.
- zusammen mit Karl Domizlaff: Die allgemeinen Versicherungsbedingung für Feuerversicherungen. Erl. u. m. Bemerkungen vers. von Karl Domizlaff, fortgef. von Prof. Dr. E. Frh. v. Liebig. 7. verm. u. verb. Auflage. Wallmann, Berlin-Lankwitz 1919.